# Knightriders - I cavalieri
Knightriders - I cavalieri (Knightriders) è un film del 1981, diretto dal regista George A. Romero.

## Trama
Sulle rive di un laghetto dove ha dormito insieme alla compagna Linet, Billy si desta da un sogno in cui un funesto presagio gli si è rivelato nelle sembianze di un corvo. Novello Re Artù, egli è alla guida di un gruppo di motociclisti le cui azioni si ispirano ai valori di onore e lealtà dei Cavalieri della Tavola rotonda. Bardati come gli antichi cavalieri, accompagnati da una carovana di meccanici, artigiani e commercianti, anch'essi addobbati in guisa medievale, organizzano, a cavallo delle loro Harley Davidson, giostre e tornei per i villaggi del Midwest americano.
Raggiunti i compagni deve risolvere un problema. Il losco vice-sceriffo locale è venuto a battere cassa, in cambio dell'autorizzazione per la disputa della fiera. Billy rigetta fieramente il tentativo di estorsione. Più possibilista sarebbe Morgan. Pur essendo il più valoroso ed abile, Morgan (il Cavaliere nero) rivela una certa resistenza nell'abbracciare totalmente i valori del gruppo ed è per questo che non ne è ancora divenuto il capo. Più tardi, quando un ragazzino implorante gli chiede un autografo per la sua patinata rivista commerciale di motociclismo, Billy rifiuta di scendere a patti con questa espressione dello show business, mentre Morgan non ha problemi a soddisfare la richiesta.
La giostra si disputa lo stesso e al suo termine Billy sfida il vincitore Morgan, mettendo così in palio la corona, ma lo scontro gli è sfavorevole. Alan (Lancillotto) ed altri cavalieri fedeli al "re", intervengono nell'arena per sottrarre Billy all'atto di resa che comporterebbe il passaggio delle consegne, e affidarlo alle cure del mago Merlin. Si sta evidenziando all'interno del gruppo la formazione di due partiti: uno fedele agli intransigenti ideali anarchici originari; l'altro più vulnerabile alle insidie del circostante mondo profano e alle lusinghe del denaro. Più tardi torna sul luogo il vice-sceriffo che, con l'imputazione di possesso di marijuana, vuole condurre nella prigione locale Bagman, un artigiano della carovana. Rifiutandosi di pagare la cauzione richiesta, Billy pretende di seguire il compagno in cella, dove è costretto ad assistere impotente al suo feroce pestaggio. Al momento del rilascio, giura vendetta al poliziotto.
Al suo rientro all'accampamento, trova la piccola comunità in preda al caos. Con la promessa di maggiore promozione commerciale e maggiori guadagni, un impresario ha convinto Morgan a costituire con alcuni motociclisti a lui fedeli uno spettacolo alternativo. Con la comunità ormai allo sbando, l'ultima giostra si rivela un disastro. Gli scontri sono più violenti e sleali, la folla accompagna schiamazzante il cattivo rock and roll che ha sostituito trombe e musiche medievali. A causa della distrazione del servizio d'ordine, una donna viene investita da una moto, il cui centauro è stato disarcionato. Tra i motociclisti che, come sempre accade, sono accorsi dai dintorni, si fa strada un cavaliere con l'insegna di un uccello nero. Benché ancora malconcio, Billy decide di affrontare il destino, così come gli si è rivelato nei sogni. Vince il duello, ma le sue condizioni peggiorano. Con la partenza di Morgan e seguaci, la comunità si spacca.
Ma la vita da star, tra luccicanti spot commerciali, giornate oziose ai bordi di lussuose piscine, sbornie colossali con conseguenti risse, si rivela presto vuota e priva di senso per Morgan, che non esita a raccogliere l'invito di Alan a ritornare a competere con Billy per l'unica autentica corona. Billy che non ha mai perso la fede nel trionfo del suo progetto di comunità, dopo aver accettato il giuramento di fedeltà al gruppo, è felice di sottoporsi al duello. Ma, essendo ancora ferito, nomina come suo paladino Alan. Nell'epico scontro finale è Morgan ad avere la meglio. Mentre, in conformità alla leggenda, Linet (Ginevra), lo lascia per Alan (Lancillotto), Billy parte.
Suo compagno nell'ultimo viaggio è il cavaliere con l'insegna dell'uccello nero, un giovane pellerossa, che sarà l'unico testimone delle sue ultime gesta. Dopo aver regolato il conto con lo spregevole vice-sceriffo a suon di cazzotti, Billy si reca alla scuola frequentata dal ragazzino che gli aveva chiesto l'autografo e gli dona la propria spada. Poi, indebolito dalle ferite, in un attimo di cedimento, troverà la morte schiantandosi contro un camion.

## Produzione
Con curioso tempismo, il film fu presentato a New York solo una settimana dopo Excalibur di John Boorman, rivisitazione molto più seriosa e costosa del ciclo di leggende legato a Re Artù e ai Cavalieri della Tavola rotonda. A dire il vero, il progetto era stato coltivato a lungo dal regista che, nel 1976, aveva presentato, senza successo, al produttore Samuel Arkoff, della AIP, un progetto iperrealista sulla saga medievale, con riferimenti ai western all'italiana di Leone, Corbucci e Sollima.
Knightriders fu il film a più elevato budget prodotto sino ad allora da Romero. Grazie agli uffici del giornalista Richard P. Rubinstein, con cui il regista, sin dal precedente Wampyr, aveva costituito la Laurel Production, furono raccolti 4 milioni di dollari. La lavorazione non fu esente da difficoltà: dalle avverse condizioni del clima (dalle piogge torrenziali al gran caldo), agli incidenti, anche seri, dei centauri della Stunt Limited, " i migliori di Hollywood ", con la distruzione di alcune delle sessanta moto acquistate per la produzione.
Il regista affidò il ruolo di protagonista ad un quasi esordiente Ed Harris, con il quale avrebbe conservato in seguito ottimi rapporti di amicizia, utilizzando, anche, la moglie dell'attore Amy Madigan, per un ruolo di La metà oscura. Negli sporchi panni di Angie, meccanica della carovana e compagna di Morgan, si muove invece Christine Forrest, alias signora Romero.

## Distribuzione
Il film, cui il regista teneva molto, non ebbe un gran successo di pubblico. Alcune cause furono individuate nell'eccessiva lunghezza - 145 minuti -, oltre che nel periodo di uscita, sul finire della primavera, con la concorrenza dei molto più reclamizzati blockbuster estivi. Anche la scarsa qualità del sonoro (nella resa del rombo dei motori, nella comprensibilità dei dialoghi), dovuta ai limitati mezzi per il mixaggio di cui disponeva la Laurel, fu considerato un elemento di debolezza.
CURIOSITÀ
Nelle sequenze iniziali si nota,in un cameo,lo scrittore Stephen King nei panni di uno spettatore dello spettacolo motociclistico mentre si abbuffa da un cestino da pic-nic.Scrittore e regista collaboreranno poi l'anno seguente con Creepshow e anni a venire con"La metá oscura",adattamento cinematografico di un romanzo del maestro dell'horror.
Mai distribuito per le sale, il film apparve in Italia, nel 2002, in una versione televisiva ridotta di circa mezz'ora.

## Critica
Definito come il più ambizioso tra i film di Romero, Knightriders, nel suo riproporre il tema di una comunità di emarginati che, attorno ai valori della solidarietà e dell'amicizia, riesce a resistere con successo all'infezione della società del profitto, è stato descritto come la pars construens (in opposizione alla pars destruens, rappresentata dai precedenti La notte dei morti viventi e Zombi) "della radicale visione cinematografica" del regista.